# Cocktail champagne
Il cocktail champagne è un cocktail alcolico a base di champagne incluso nella lista dei cocktail ufficialmente riconosciuti dall'IBA dal 1986. È considerato un coktail "classico", anche se la sua popolarità è andata scemando intorno alla metà del XX secolo.

## Composizione
Di seguito è riportata la ricetta indicata dalla I.B.A.. 

### Ingredienti
- 9,0 cl champagne
- 1,0 cl cognac
- 2 gocce di Angostura
- 1 zolletta di zucchero

### Preparazione
Si prepara direttamente nel bicchiere,  adagiando al fondo di un flûte o di una coppa una zolletta di zucchero imbevuta con due gocce di Angostura bitter. Si versano, quindi, il cognac e lo champagne, preferibilmente raffreddati in precedenza. Si guarnisce con una scorza di limone oppure una fetta d'arancia e una ciliegina al maraschino.

### Descrizione
Il Cocktail Champagne è un cocktail dal basso tenore alcolico (14% alc.) adatto ad ogni ora, sebbene sia molto indicato come aperitivo. Al sapore, esso si apre con un gusto secco ma, mano a mano che si scioglie la zolletta di zucchero, si addolcisce.

## Varianti
Il Cocktail Champagne è una bevanda che esiste dal XIX secolo. Per tale ragione non si registra una formulazione univoca, bensì svariate ricette che si sono susseguite o hanno coesistito nel corso del tempo. Molto frequentemente si sostituiscono lo champagne ed il  cognac con succedanei più economici, quali altri tipi di vini spumanti e brandy più generici, oppure si usa un bitter aromatizzato (generalmente all'arancxia) al posto dell'angostura semplice. Inoltre, dal momento che non è più d'uso comune usare le zollette di zucchero, spesso si adegua il cocktail tramite l'uso di sciroppo di zucchero. Possono, infine, variare leggermente i dosaggi, generalmente i favore di un'aggiunta di distillato. 

Per quanto riguarda le varianti vere e proprie, anche in questo caso risulta complicato stabilire la sequenza cronologica delle origini dei vari cocktail molto simili tra loro. Vi sono dunque cocktail derivati e cocktail coevi:
- French 75: si sostituisce al cognac il gin
- Prince of Wales: si sostituisce al cognac del cognac aromatizzato (ad esempio Grand Marnier) o rye whiskey e si aggiunge un pezzo di ananas[8].
- Business Brace: si aggiunge un topping di acqua gasata[1][9][10]
- Chicago: si aggiunge liquore all'arancia

## Storia
Il Cocktail Champagne è una bevanda le cui origini risalgono, probabilmente, al XIX. La prima evidenza scritta di un cocktail con questa denominazione risale al 1850, nel libro "Mountains and molehills" di Frank Marryat, dove l'autore spiega che gli abitanti di San Francisco sono abituati a bere diversi cocktail, citando diversi nomi fra i quali lo "Champagne-Cocktail". La prima descrizione del cocktail, però, risale al 1855, nel libro "Panama in 1855" e, con maggiore precisione, nel libro del 1862  "Jerry Thomas' bar-tenders guide", considerato il primo ricettario di cocktail; in entrambe le opere, il cocktail presenta una ricetta differente, con zucchero liquido, senza cognac e servita in un bicchiere tumbler con ghiaccio.. La comparsa del brandy come additivo comparve nel 1898, nel ricettario "mixology" del barista statunitense Joseph Haywood; secondo alcune fonti fu, però, il cocktail Business Brace, ideato dal barista John Dougherty a rendere celebre l'accostamento dello champagne col brandy. Egli, infatti partecipò e vinse un concorso indetto da tre giornalisti a New York nel 1899 con un cocktail composto da champagne, zucchero liquido, angostura, brandy e acqua frizzante. Il Coktail Champagne continuò per molto tempo ad essere, comunque preparato senza Cognac, definendo varianti le versioni che contenevano il distillato; fu solo intorno agli anni trenta-quaranta che cominciò a divenire comune la versione corretta col cognac. Il coktail, che ha riscosso un grande successo, in particolare fra le persone altolocate o che, comunque potevano permettersi un cocktail più costoso, soprattutto nella prima metà del XX secolo, perdendo progressivamente di attrattiva seppur guadagnando l'appellativo di "classico".

## Cultura popolare
Il Cocktail Champagne compare in diverse opere artistiche, in particolare del periodo in cui era più in voga, ossia la prima metà del XX secolo. Una delle prime apparizione in un'opera non culinaria del cocktail è la citazione presente nel diario di viaggio di Mark Twain Gli innocenti all'estero del 1869. Il cocktail viene poi citato nei romanzi Il grande sonno, L'uomo ombra, Colazione da Tiffany e nei corrispettivi adattamenti cinematografici. Compare, inoltre nel film Casablanca, dove rappresenta il cocktail preferito dal personaggio Victor Laszlo.

### Annotazioni
1. ↑  Alcune fonti, minoritarie, indicano, invece, sia avvenuto nel 1930

### Fonti
1. 1 2 3 4 5 6   Nicolle Cavazzuti e Giampaolo Di Pierro, Champagne Coktail, drink gioiello, in Mixer, 2019-06,  p. 66. URL consultato il 29 ottobre 2023.
2. 1 2   Ricettario IBA 1986, su professionebarman.it. URL consultato il 3 novembre 2020.
3. 1 2  (EN) Champagne Cocktail, su iba-world.com, 29 aprile 2021. URL consultato il 29 ottobre 2023.
4. 1 2  (EN) Robert Simonson, In Search of the Ultimate Champagne Cocktail, in Punch, 22 dicembre 2017. URL consultato il 29 ottobre 2023.
5. 1 2   Champagne Cocktail: storia, ricetta e preparazione del cocktail, su AperitiviAmo, 24 aprile 2019. URL consultato il 29 ottobre 2023.
6. 1 2  (EN) Champagne Cocktail, su www.diffordsguide.com. URL consultato il 29 ottobre 2023.
7. ↑   Champagne Cocktail, su Cocktail Reporter, 31 dicembre 2020. URL consultato il 29 ottobre 2023.
8. ↑  (EN) Prince Of Wales Cocktail Recipe, su www.diffordsguide.com. URL consultato il 29 ottobre 2023.
9. 1 2   Oliver Hamilton, Star cocktails, B.C. Dalai, 2010.
10. 1 2 3  (EN) History of the Cocktail, su Fairmont Moments. URL consultato il 29 ottobre 2023.
11. ↑  (EN) Frank Marryat, Mountains and molehills or Recollections of a burnt journal, Longman, Brown, Green, and Longmans, 1855,  p. 28. URL consultato il 29 ottobre 2023.
12. ↑  (EN) David Wondrich, Imbibe! Updated and Revised Edition: From Absinthe Cocktail to Whiskey Smash, a Salute in Stories and Drinks to "Professor" Jerry Thomas, Pioneer of the American Bar, Penguin, 7 aprile 2015, ISBN 978-0-698-18185-4. URL consultato il 29 ottobre 2023.
13. ↑   Jerry Thomas, Jerry Thomas' bar-tenders guide : how to mix all kinds of plain and fancy drinks, Dover Publications, Inc., 1862,  p. 21, ISBN 978-0-486-80621-1. URL consultato il 29 ottobre 2023.
14. ↑   Robert Tomas, Panama in 1855. An account of the Panama rail-road, of the cities of Panama and Aspinwall, with sketches of life and character on the Isthmus, Harper & brothers, 1855,  p. 62. URL consultato il 29 ottobre 2023.
15. ↑  (EN) Joseph Haywood, Mixology - The Art of Preparing all Kinds of Drinks (PDF), Wilmington, Press of The Sunday Star, 1898,  p. 17.
16. 1 2  (EN) Classic Champagne Cocktail recipes and history, su www.diffordsguide.com. URL consultato il 29 ottobre 2023.
17. ↑  (EN) William J. Tarling, Cafe Royal Cocktail Book, Mixellany Limited, 2008-05,  p. 47, ISBN 978-1-907434-13-6. URL consultato il 29 ottobre 2023.
18. ↑   Champagne Cocktail, su Professione Barman, 4 settembre 2016. URL consultato il 29 ottobre 2023.
19. ↑  (EN) Drink Like A Character: Champagne Cocktail Recipe - The Big Sleep (1939) -, su americanpulps.com, 4 gennaio 2019. URL consultato il 29 ottobre 2023.
20. ↑  (EN) Joshua David Stein, ‘Casablanca’ Is the best cocktail movie of all time, in Eater, 13 ottobre 2015. URL consultato il 29 ottobre 2023.